# Cancer bronchique non à petites cellules
 Mise en garde médicale
Les cancers bronchiques non à petites cellules sont un type de cancers du poumon, généralement traité par chirurgie (lobectomie pulmonaire ou pneumonectomie) ou radiothérapie et chimiothérapie. Les cancers non à petites cellules sont regroupés parce que leur pronostic et leur traitement sont semblables. L'acronyme CBNPC est utilisé dans le langage médical. Ils représentent environ 85 % des cas de cancers du poumon.

## Typologies
On en distingue plusieurs sous-types :
1. Le carcinome épidermoïde pulmonaire ;
2. L'adénocarcinome pulmonaire, parmi lesquels on distingue les sous-types papillaire, solide, acinaire et bronchioloalvéolaire ;
3. Le carcinome pulmonaire à grandes cellules, hétérogène.

| Carcinome épidermoïde                                          | 42                                                  | 33             |
| Adénocarcinome (tous types)                                    | 39                                                  | 35             |
| Carcinome bronchioloalvéolaire                                 | 4                                                   | 10             |
| Carcinoïde                                                     | 7                                                   | 16             |
| Autres                                                         | 8                                                   | 6              |
| Sous-type histologique                                         | Fumeurs                                             | Jamais-fumeurs |
| Sous-type histologique                                         | Fréquence des carcinomes non à petites cellules (%) |                |
| Carcinomes non à petites cellules : fumeurs et jamais-fumeurs. |                                                     |                |

## Survie après traitement
La survie après traitement est variable. Une étude récente (2017), basée sur l'analyse d'échantillons de Cancer bronchique non à petites cellules provenant de 100 patients atteints de ce cancer en phase précoce, a montré une fréquente hétérogénéité génomique intratumorale (induite par une l'instabilité chromosomique, traduite par des mutations et des anomalies du nombre de copies de gènes). Elle a conclu qu'une hétérogénéité intratumorale plus élevée aggravait le risque de récidive ou de décès, constat en faveur de la valeur potentielle de l'instabilité chromosomique comme prédicteur pour le pronostic.

## Traitement
Les formes limitées doivent être traitées par une chirurgie (lobectomie pulmonaire), avec, cependant, un risque de récidive de près d'un tiers sur deux ans. Ce risque peut être diminué par une chimiothérapie post-opératoire (adjuvante) par cisplatine et préopératoire (néoadjuvante) par nivolumab.
Le crizotinib approuvé en 2011 est un inhibiteur de la kinase du lymphome anaplasique de première génération ciblant plusieurs tyrosine kinases, notamment la kinase du lymphome anaplasique, le récepteur du facteur de croissance des hépatocytes et la kinase proto-oncogène ROS1. Deux essais randomisés de phase III ont établi la supériorité du crizotinib sur la chimiothérapie chez les patients atteints d'un cancer bronchique non à petites cellules avancé avec réarrangement du gène ALK, et il constitue désormais le traitement médicamenteux standard pour le cancer bronchique non à petites cellules ALK-positif métastatique,. Malheureusement, la plupart des patients développent mutations résistantes au crizotinib dans les 12 mois, en particulier les mutations L1196M et G1269A du gène ALK, pouvant entraîner une rechute. L'apparition de métastase cérébrale est le site de rechute le plus fréquent chez les patients atteints de cancer bronchique non à petites cellules traités par crizotinib, probablement en raison de sa faible perméabilité à la barrière hémato-encéphalique.
Le lorlatinib (un inhibiteur d'ALK de 3e génération) permet d'améliorer notablement le traitement avec 60 % des patients sans évolution de la maladie à cinq ans,.

## Traitement expérimental
Le traitement pharmaceutique par inhibition des protéine-kinases dépendantes des cyclines (CDK) à base de seliciclib (ou roscovitine ou CYC202) permet d'empêcher préférentiellement le développement plusieurs cibles enzymatiques, notamment CDK2, CDK7 et CDK9, qui modifient la phase ou l'état de croissance dans le cycle cellulaire des cellules. Il fait l'objet de recherches pour le traitement du cancer bronchique non à petites cellules, de la maladie de Cushing, de la leucémie, du Sida, de la maladie de Parkinson, de l'infection à herpès simplex, de la mucoviscidose inflammatoires chroniques. En 2011, 16 études cliniques ont démontré une activité anti-tumorale du médicament et un taux de survie accru sur un panel de 388 malades du cancer du poumon en traitement.